# Maria Machteld van Schuylenburch

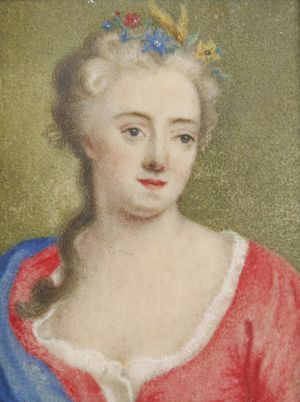
Selbstporträt Zelfportret van Maria Machteld van Sypesteyn

Maria Machteld van Schuylenburch (* Van Sypesteyn, 28. März 1724 in Haarlem; † 26. April 1774 in Heemstede) war eine niederländische Miniaturmalerin.

## Leben
Maria Machteld van Sypesteyn wurde am 28. März 1724 in Haarlem als das dritte Kind einer Bürgermeisterfamilie geboren. Ihr Vater war der Bürgermeister von Haarlem Cornelis Ascanius van Sypesteyn (1694–1744), ihre Mutter Maria de Lange (1696–1744). Maria Machteld van Sypesteyn heiratete in erster Ehe am 9. September 1743 in Haarlem Pieter van Schuylenburch (1714–1764), Stadtrat von Haarlem, nach seinem Tod am 25. August 1767 in Renesse David van Lennep (1721–1771), Rat und Stadtrat von Haarlem. Beide Ehen blieben kinderlos.
Als Tochter aus gutem Hause lernte sie wie viele Mädchen Zeichnen und Malen. Sie soll Schülerin der Porträtminiaturmalerin Henriette Wolters gewesen sein. Sie spezialisierte sich ebenfalls auf diesen Bereich, erreichte jedoch nie das Niveau ihrer Lehrerin. Die meisten ihrer Porträts sind mit Aquarell auf Elfenbein gemalt, einer relativ neuen Technik, die auch von Wolters-van Pee verwendet wurde. Sie fertigte auch ein Bleistiftporträt ihres Bruders. Nachdem Maria Machteld van Sypesteyn 1743 Pieter van Schuylenburch, den Herrn von Moermont, Renesse und Noordwelle, heiratete, malte sie auch ein Porträt ihres Mannes.
Einige Jahre nach Van Schuylenburchs Tod im Jahr 1764 heiratete Maria Machteld van Sypesteyn am 25. August 1767 auf dem Schloss in Renesse, das sie von ihrem ersten Ehemann geerbt hatte, erneut. David van Lennep hatte im Mai 1767 das Landgut Huis te Manpad in Heemstede gekauft und es renovieren und vergrößern lassen, weil er das Gefühl hatte, „dass sein Landhaus, egal wie schön, ihrer noch nicht würdig war“. Er beauftragte den berühmten Tapetenmaler Jurriaen Andriessen, die neue zentrale Halle mit arkadischen Landschaften auszustatten. Wenige Jahre nach der Hochzeit, am 26. April 1774 starb Maria Machteld van Sypesteyn und wurde am 2. Mai in der St.-Bavo-Kirche  von Haarlem beigesetzt.
Die meisten Porträtminiaturen von Maria Machteld van Sypesteyn befinden sich in der Familiensammlung auf Schloss Sypesteyn. Im 20. Jahrhundert wurde die Sammlung gelegentlich auf einer Ausstellung gezeigt.